# Rhyticeros narcondami
Rhyticeros narcondami е вид птица от семейство Носорогови птици (Bucerotidae). Видът е застрашен от изчезване.

## Разпространение
Видът е разпространен в Индия.